# Wagneria gagatea
Wagneria gagatea är en tvåvingeart som beskrevs av Robineau-desvoidy 1830. Wagneria gagatea ingår i släktet Wagneria och familjen parasitflugor. Inga underarter finns listade i Catalogue of Life.